# デオキシウリジン
デオキシウリジン （英:Deoxyuridine）は、化合物であり、ヌクレオシドである。デオキシウリジンは、化学構造がウリジンに似ているが2’-ヒドロキシ基はない。
イドクスウリジンやトリフルリジンは、抗ウイルス剤として利用されているデオキシウリジンの誘導体である。これらは、DNA複製の一環として組み込まれるほど類似しているが、ウラシル部分に（それぞれヨウ素基とCF3基の）置換基を有して、塩基対の形成を妨げている。